# Kämpfer
Kämpfer (яп. ケンプファー Кэмпуфа:) — ранобэ японского писателя Тосихико Цукидзи (築地 俊彦) с иллюстрациями Сэмму (せんむ). Роман выходил с ноября 2006 по март 2010 года, всего вышло 15 томов (12 основных и 3 «побочных»). По сюжету романа была также сделана манга, а с октября по декабрь 2009 года по телевидению Японии (телеканал TBS и др.) транслировался поставленный по этому произведению аниме-сериал, состоящий из 12 серий (11 основных серий и 1 дополнительная).
Название произведения — немецкое слово Kämpfer (кемпфер), то есть «боец», «борец».

## Сюжет
Нацуру Сэно был самым обычным японским школьником, учащимся академии Сэйтэцу (星鐵学院). Проснувшись однажды утром, он вдруг обнаружил, что он — девушка. Бывшая в его квартире мягкая игрушка с разодранным брюхом, Харакири Тора (которого ему подарила подруга Каэдэ Сакура) объяснила ему, что он теперь кемпфер, и его задача — сражаться с другими кемпферами. Сами же они, эти игрушки — посланники, присланные к ним модераторами. Нацуру поначалу не поверил, и потом, когда снова заснул, и проснулся парнем, успокоился, и решил, что это был сон. Вскоре, однако, выяснилось, что это реальность, и ему действительно пришлось сражаться. Хотя ни он сам, ни другие, кто стал кемпферами, не знали, по какой собственно причине они сражаются.
Так как кемпферами могли быть только девушки, Нацуру превращается в девушку, сохраняя при этом свой характер. Другие же кемпферы являются девушками по природе, однако, превращаясь, некоторые из них меняют свой внешний вид и/или характер.

## Персонажи
Голоса некоторых персонажей, в частности, посланников, в оригинальном произведении характеризуются голосами известных сэйю. В аниме-версии на соответствующие роли были приглашены именно эти сэйю.

### Главные герои
Нацуру Сэно (яп. 夏目 智春 Сэно: Нацуру) — Главный герой (в оригинальном романе повествование ведётся от его имени). Ученик класса 2-4 мужской части школы, но после того, как стал кемпфером, был также устроен, благодаря Сидзуку, в женскую часть школы, под тем же именем, и тоже в класс 2-4. Влюблён в Каэдэ, к остальным девушкам скорее равнодушен и не замечает их чувств по отношению к нему. Внешний вид, успеваемость, физические данные — средние. Родители работают в другом городе, поэтому он в данный момент живёт один. Питается довольно скромно, поэтому Микото, по возвращении из заграничного путешествия, регулярно угощает его карри. Однажды утром, проснувшись, увидел на своей руке браслет и узнал, что он кемпфер. Поскольку кемпферы могут быть лишь женского пола, он тоже превращается в девушку. Цвет его браслета — синий, его оружие — магический огненный шар (Zauber). Во время превращения из одежды только его нижнее бельё и школьная форма автоматически меняются на «женский вариант». Голос его также меняется на женский (только в аниме-версии, в оригинальном романе остаётся прежним). В отличие от других кемпферов, изменяющих свой облик, как правило, лишь на время боя, Нацуру приходится ходить в женском виде довольно часто. При этом Нацуру (Ж) сразу приобрела популярность и среди девочек, и среди мальчиков школы, и даже вошла в число «трёх красавиц» школы.
Сэйю: Марина Иноуэ
Аканэ Мисима (яп. 美嶋 紅音 Мисима Аканэ) — Ученица класса 2-4, член библиотечного комитета, поэтому имеет возможность свободно проходить на мужскую половину школы. В обычном своём состоянии — тихая и стеснительная девочка, носит очки и повязку на голове. Очень любит книги, способна увлечься ими так, что забыть обо всём вокруг, не терпит шуток по поводу книг (от Нацуру). Также является анимешницей (отаку) и, по словам Сэппуку Куроусаги, часто смотрит аниме по ночам. В романе именно она, по большей части, сопоставляет голоса «посланников» с голосами известных сэйю. В её речи, особенно в преображённом состоянии, также часто встречаются отсылки на различные сюжеты и персонажей аниме. Ещё нередко любит предаваться своим мечтам и фантазиям. Одна из примерных учениц школы, даже будучи кемпфером, старается не опоздать на уроки. Превращаясь в кемпфера, меняет не только свой внешний вид (волосы приобретают красный цвет, очки исчезают), но и характер, становясь очень грубой и агрессивной. Её браслет, как и у Нацуру, синего цвета, её оружие — пистолет Кольт M1911 (Gewehr). Из всех кемпферов у неё наибольшая разница в характере до превращения, и после. При первой же встрече атаковала Нацуру, но увидев, что у него тоже синий браслет, прекратила бой. Влюблена в Нацуру, хотя он этого совершенно не замечает, и может в её присутствии восторженно говорить о Каэде, чем вызывает у неё раздражение.
Сэйю: Юи Хориэ
Сидзуку Санго (яп. 三郷 雫 Санго: Сидзуку) — Председатель школьного совета, учится в классе 3-1. Имеет отличную успеваемость, также превосходит многих учеников и в других отношениях. Как и Аканэ, является примерной ученицей, поэтому даже готова прекратить бой, чтобы не опоздать на урок. Является председателем школьного совета с первого года обучения, при этом управляет им фактически единолично. Имеет достаточно большое влияние, например, именно она устроила Нацуру (Ж) в женскую половину школы. Является первой из «двух красавиц» школы (с приходом Нацуру — «трёх красавиц»). Её браслет — красного цвета, её оружие — два кинжала на цепи (Schwert). При превращении несколько изменяется цвет волос, характер же остаётся прежним. Будучи достаточно опытным бойцом, может сражаться сразу с двумя противниками, однако, потерпев поражение от Нацуру и заключив с ним сделку, фактически объявила перемирие и переключилась на выяснение того, почему, собственно, кемпферы сражаются друг с другом. Тогда же она обратила внимание на Нацуру как на парня. До этого (по её словам), она парней вообще не замечала. По сравнению с другими девушками, проявляет мягко и изящно свой интерес к Нацуру и старается всячески оказывать на него влияние. Сумела уговорить Нацуру пойти с ней на свидание.
Сэйю: Каори Надзука
Микото Кондо (яп. 近堂 水琴 Кондо: Микото) — Ученица класса 1-3, подруга детства Нацуру, младше его на один год. Также является подругой Аканэ, хотя до встречи их троих они об этом не знали. Родители — учёные, поэтому она тоже много ездит по миру. По характеру человек бодрый и оптимистичный, не заботящийся о мелочах. Любит готовить, особой её гордостью является карри. Кемпфером она стала после школьного праздника, получив от Каэдэ букет, в котором был Тиссоку Нораину. Её браслет — красного цвета, её оружие — катана (Schwert). Её способности, как кемпфера, довольно высоки, в частности, она быстрее Нацуру научилась превращаться в кемпфера и обратно по собственной инициативе. При превращении изменяется цвет её волос и глаз. Влюблена в Нацуру (М) (по крайней мере, в книге она говорит об этом достаточно ясно; хотя Нацуру, как обычно, этого не понимает). Нацуру (Ж) ей сразу не понравилась, и она её атакует. Узнав же, что это тот же человек, что и Нацуру (М), испытывает шок так, что даже теряет сознание.
Сэйю: Кана Асуми
Каэдэ Сакура (яп. 沙倉 楓 Сакура Каэдэ) — Подруга детства Сидзуку. Родители дипломаты, работают за границей, поэтому она одна живёт в достаточно большой квартире. Учится в классе 2-1. До появления Нацуру (Ж) была, наряду с Сидзуку, одной из двух красавиц школы. С Нацуру (М) знакома ещё со средней школы, была его одноклассницей, но относится к нему лишь как к другу. Поначалу складывается впечатление, что она полюбила Нацуру (Ж) с первого взгляда. И, поверив в придуманную Сидзукой историю, что Нацуру (Ж) встречается с Нацуру (М), стала воспринимать Нацуру (М), как соперника. Однако с развитием сюжета оказывается, что она осведомлена о ситуации куда в большей степени, чем остальные. Любит «игрушки с разодранным брюхом», и искренне считает их красивыми. Именно она подарила эти игрушки Нацуру и Сидзуку, которые потом стали их посланниками; от неё же посланник достался и Микото.
Сэйю: Мэгуми Накадзима

### Другие персонажи
Масуми Нисино (яп. 西乃 ますみ Нисино Масуми) — Ученица класса 1-3, подруга Аканэ и Микото. Энергичная и любопытная, состоит одновременно в примерно 20 кружках, среди которых — газетный кружок. В аниме-версии она играет скорее эпизодическую роль, в книге же появляется значительно чаще. Именно она первая встретила Нацуру, когда он в женском облике впервые пришёл на женскую половину школы. После этого она долго искала его в классах женской половины. Когда, посредством Сидзуки, Нацуру (Ж) оказалась зачислена в женскую половину (формально, «вернулась после болезни»), брала у неё интервью. В получившейся в результате статье большая часть информации (в частности, об «юрийности» Нацуру) была ею откровенно придумана. Также она была ведущей на конкурсе красоты, в котором участвовала Нацуру (Ж).
Сэйю: Сиори Миками
Мидори Кудзухара (яп. 葛原 みどり Кудзухара Мидори) — Сотрудница школьного совета. Красный кемпфер, её оружие — два пистолета (Gewehr). Формально будучи союзницей Сидзуку, не разделяла её политику, и даже доносила на неё модераторам. Поэтому Сидзуку решила её убрать силами Нацуру и Аканэ. Именно ради этой цели она устроила Нацуру в женскую половину и распространила дезинформацию, что Нацуру (Ж) любит Нацуру (М). Кудзухара (будучи сама влюблена в Каэдэ и считая, что этим Нацуру её ранил) решила ему отомстить. Она вызвала его на бой ночью в школе, однако, в конечном итоге, потерпела поражение от Нацуру и Аканэ. В аниме-версии Кудзухара не участвует, однако её фамилия два раза упоминается в анонсах к следующим сериям.
Микихито Хигасида (яп. 東田 幹仁 Хигасида Микихито) — Одноклассник Нацуру (М). Член ряда нелегальных школьных кружков, в т. ч. председатель «Общества по исследованию красивых девочек» (美少女研究会). Мазохист. Женский пол составляет его основное и единственное увлечение. Также и с Нацуру регулярно разговаривает на эти темы и даже сделал его (без особого желания самого Нацуру) «советником» вышеупомянутого общества, не без оснований считая, что у него есть связи на женской половине. Впрочем, иногда Нацуру и сам обращается к нему за консультацией по некоторым вопросам.
Сэйю: Ёсихиса Кавахара

### Белые Кемпферы
Белые кемпферы были созданы модераторами после того, как синие и красные кемпферы заключили перемирие. Практически все они (за исключением Рики) стали кемпферами, получив «дзомоцу» от Каэдэ на конкурсе красоты во время школьного праздника. При этом, согласно книге, они сами были участницами этого конкурса. В аниме-версии в конкурсе участвовали только главные героини, а будущие белые кемпферы были в числе зрителей.
Также в романе они сначала встречаются с Нацуру по отдельности, стараюсь увлечь его на свою сторону, а уже затем все вместе вступают с бой. В аниме (за исключением, опять же, Рики) они сразу нападают все вместе, когда Нацуру и другие героини были на пляже.
Фамилии всех сэйю, озвучивающих белых кемпферов в аниме, совпадают с фамилиями их персонажей.
Рика Уэда (яп. 植田 理香 Уэда Рика) — Кемпфер Schwert-типа. Оружие — кусаригама. Единственная, кто не является ученицей академии Сэйтэцу. Но там учится её старшая сестра, и именно от неё ей достался «посланник», подаренный Каэдэ (в книге; в аниме Рика получила его от Каэдэ, когда была на конкурсе красоты). По характеру воинственная. Первая из белых кемпферов, встреченных Нацуру; она врывается в дом Каэдэ, когда он там гостил.
Сэйю: Кана Уэда
Саяка Накао (яп. 中尾 沙也香 Накао Саяка) — Ученица класса 2-1. Как и Аканэ, член библиотечного комитета, однако, в отличие от Аканэ, не относится к этому делу слишком серьёзно. До превращения обычная девочка, несколько грубоватая, став кемпфером, разговаривает в очень вежливом стиле. Кемпфер Schwert-типа, её оружие — сабля. Впервые вступает в контакт с Нацуру возле школьной библиотеки (разрушенной после его боя с Микото).
Сэйю: Эри Накао
Рёка Ямакава (яп. 山川 涼花 Ямакава Рё:ка) — Ученица класса 2-5. До превращения выглядит вполне типично для своего возраста, после — выглядит более по-взрослому, становясь похожей на офис-леди. В романе появляется в городской библиотеке, куда Нацуру пришёл вместе с Аканэ. Кемпфер Gewehr-типа, её оружие — пистолет-пулемёт Uzi.
Сэйю: Котоми Ямакава
Хитоми Минагава (яп. 皆川 瞳美 Минагава Хитоми) — Ученица третьего класса. После превращения волосы становятся зелёного цвета. В романе атакует Нацуру и других в ресторанчике итальянской кухни, который принадлежит её отцу, в аниме — на пляже, вместе с остальными. По характеру лидер. Кемпфер Zauber-типа, её оружие — огненные шары светло-голубого цвета.
Сэйю: Дзюнко Минагава

### Посланники
Все посланники представляют собой плюшевые игрушки из серии «Животные с разодранным брюхом» (яп. 臓物アニマル дзо:моцу анимару), куда входят различные животные с торчащими наружу внутренностями. Они были выпущены в продажу, как персонажи некоей манги, но популярностью не пользовались. Однако Каэдэ была большая поклонница этих игрушек, искренне считала их очень милыми, и скупила большую их часть.
В качестве посланников они приставлены к тому или иному кемпферу, чтобы быть их советниками. Можно также предположить, что именно они передают кемпферам их способности, например, Микото стала кемпфером именно после того, как получила игрушку от Каэдэ.
Харакири Тора (яп. ハラキリトラ) — Посланник Нацуру. Тигр, имеет повязку на одном глазу. Дружит с Сэппуку Куроусаги (фамилии обоих персонажей являются двумя вариантами названия (соотв. 腹切り и 切腹) одного и того же действия.). По словам Нацуру, говорит, как «прежняя Сидзука-тян» (昔の静香ちゃん). Обладает довольно забавно-смешной бестактной речью, являясь среди прочих посланников, самым язвительным, поэтому Нацуру нередко забрасывает его в корзину с мусором.
Сэйю: Митико Номура
Сэппуку Куроусаги (яп. セップククロウサギ) — Посланник Аканэ. Чёрный заяц с налитыми кровью глазами. По словам Аканэ, говорит, как «грубая Юкари Тамура» (口の悪い田村ゆかり). Дружит с Харакири Тора и тоже иногда попадает в мусорную корзину вместе с ним за поддакивания язвительным высказываниям, которые весьма сильно раздражают Нацуру.
Сэйю: Юкари Тамура
Кандэн Яманэко (яп. カンデンヤマネコ) — Посланник Сидзуки. Рысь со стоящей дыбом шерстью (Кандэн — от 感電, «получить удар током»). Стиль речи элегантно-вежливый, но при случае, и довольно язвительно-пренебрежительный. При своем первом появлении призывала Сидзуку сразу же разделаться с Аканэ и Нацуру и не тратить время на разговоры.
Сэйю: Нана Мидзуки
Тиссоку Нораину (яп. チッソクノライヌ) — Посланник Микото. Микото нашла его в букете, который бросила Каэдэ. Голос мягкий и тихий. По словам Аканэ, «красивый голос, как у Мамико Ното-сан» (能登麻美子さんのような美しい声).
Сэйю: Мамико Ното
Хиабури Район (яп. ヒアブリライオン) — Плюшевая игрушка из коллекции Каэдэ, самая любимая и не предназначенная для дарения кому бы то ни было. Лев чёрного цвета («хиабури район» (火焙りライオン) — «сожжённый заживо лев»). Формально он не относится к числу «дзомоцу», поскольку внутренности у него не торчат, тем не менее, он является самым первым из «посланников». По возрасту он тоже довольно пожилой; как говорит Харакири Тора, по человеческим меркам ему уже больше 80 лет. Говорит глубоким густым голосом. Хранится в доме на полке в своеобразной сокровищнице Каэдэ. Сидзуку выкрала его оттуда, чтобы выведать у него информацию о модераторах. Однако, по ходу рассказа он заснул (впрочем, в аниме-версии кое-какую информацию от него получить всё же удалось).
Сэйю: Кэндзи Уцуми

## Терминология
Kämpfer (Кемпфер)
От немецкого слова, означающего «боец», «борец». Их миссия — сражаться с другими кемпферами, из числа противников. По какой-то причине все кемпферы должны быть женского пола (хотя, как справедливо замечает Аканэ, в этом случае они должны были бы называться Kämpferin). Также неизвестна причина, по которой Нацуру был выбран кемпфером, вследствие чего ему приходится превращаться в девушку.
Кемпферы до и после превращения отличаются, причём в разной степени. Например, если у Сидзуки и Микото лишь меняется цвет волос, то у Аканэ меняется не только внешний вид, но и характер. После превращения кемпферы получают некоторые дополнительные способности, превосходящие способности обычных людей.
Кемпферы поначалу не могут контролировать свои превращения, но постепенно приобретают такую способность (однако, у разных кемпферов на это уходит разное время; например, Микото довольно быстро научилась превращаться, у Нацуру на это ушло больше времени, у Аканэ — ещё больше). Также кемпферы обычно превращаются автоматически, когда поблизости находится (номинальный) враг.
У кемпферов есть тенденция собираться в одном месте (по словам Харакири Торо). В данном случае это академия Сэйтэцу.
На правой руке у каждого кемпфера находится «браслет завета» (яп. 誓約の腕輪 сэйяку но удэва).
После превращения кемпфер получает оружие, одно из трёх видов: магия (Zauber), пистолет (Gewehr), меч (Schwert). Конкретные типы оружия у разных кемпферов могут быть разными. При этом, их свойства отличаются от обычного оружия, например, пистолет Аканэ не требует перезарядки.
Все кемпферы, появившиеся по ходу произведения, стали таковыми, получив «дзомоцу» от Каэдэ.
Браслет завета
Браслет, имеющийся у каждого кемпфера на правой руке. Застёжки у него нет, и снять его невозможно.
Поначалу было два цвета: синий и красный. Кемпферы с браслетом одного цвета являются союзниками, разного — врагами. Однако, после того, как Сидзуку и Микото, имеющие красные браслеты, заключили перемирие с Нацуру и Аканэ, модераторы создали новый тип кемпферов, с белыми браслетами.
В момент превращения браслеты сверкают белым цветом.
Модераторы
Модераторы (モデレーター, модэрэ: та:) избирают отдельных представителей человечества, чтобы те были кемпферами. Чтобы давать им указания, к ним посылаются «посланники» (メッセンジャー, мэссэндзя:), представляющие собой игрушки из серии «дзомоцу». Истинная сущность и мотивы поведения модераторов неизвестны (по крайней мере, в книге; в аниме версию о причинах действий модераторов излагает Хиабури Район).
Частная академия Сэйтэцу (яп. 私立星鐵学院高等学校 сирицу сэйтэцу гакуин ко:до:гакко:)
Старшая школа, в которой учится Нацуру. Раньше она была чисто женской, однако 10 лет назад её сделали смешанной. Тем не менее, обучение происходит раздельно, у мужской и женской части есть свои помещения, проход из одной части в другую крайне затруднён (за исключением некоторых учеников, например, членов школьного совета, библиотечного кружка и т. п.) Автор (в послесловии к первому тому книги) отмечает, что в качестве образца школы послужил Берлин времён холодной войны; на территории даже есть стена наподобие Берлинской (она показана в аниме). Однако, школьный совет и классные комитеты общие, библиотека тоже одна (по словам Аканэ Мисимы: «Так как покупать по два экземпляра каждой книги было бы не экономично»). Кружки также раздельные, однако нелегально существует ряд обществ, объединяющих учеников обоих полов. Среди них «Общество по исследованию красивых девочек» (美少女研究会), «Комитет по нормальному подземному взаимному обмену между мужчинами и женщинами» (男女正常交際地下委員会) и др. Есть даже подземный туннель с мужской территории на женскую, которым заведует вышеупомянутый «Комитет». Иногда, впрочем, и официально проводятся совместные мероприятия, например культурный праздник (文化祭) школы, где, среди прочего, был и конкурс красоты «Мисс Сэйтэцу», в котором участвовала Нацуру (Ж).

## Список томов романа
Публикация романа завершена, всего вышло 12 томов (плюс 3 «побочных» тома). В таблице указана дата выхода томов в Японии:
| Номер тома | Дата выхода |
| ---------- | ----------- |
| 1          | 24.11.2006  |
| 2          | 25.12.2006  |
| 3          | 23.03.2007  |
| 4          | 25.06.2007  |
| 5          | 25.09.2007  |
| 6          | 25.01.2008  |
| 7          | 25.04.2008  |
| 8          | 25.07.2008  |
| 8 1/2      | 24.10.2008  |
| 9          | 25.02.2009  |
| 9 1/2      | 25.03.2009  |
| 10         | 24.07.2009  |
| 10 1/2     | 25.09.2009  |
| 11         | 25.12.2009  |
| 12         | 25.03.2010  |

## Список серий аниме

### ТВ-аниме
Аниме-сериал включает в себя 12 серий, 11 основных и 1 дополнительную. Название каждой серии состоит из двух частей — на немецком и японском языках.
| Серия | Первый показ | Название                         | Русский перевод                        |
| ----- | ------------ | -------------------------------- | -------------------------------------- |
| #01   | 1.10.2009    | Schicksal 〜選ばれし者〜         | Участь — Избранный                     |
| #02   | 8.10.2009    | Glühen 〜死闘の開幕〜            | Накал — Смертный бой начался           |
| #03   | 15.10.2009   | Lilie 〜秘密の花園〜             | Лилия — Тайный сад                     |
| #04   | 22.10.2009   | Kriegserklärung 〜戦う乙女たち〜 | Объявление войны — сражающиеся девы    |
| #05   | 29.10.2009   | Komödie 〜ファーストキス〜       | Комедия — Первый поцелуй               |
| #06   | 5.11.2009    | Heimkehr 〜敵か味方か〜          | Возвращение домой — враг или союзник?  |
| #07   | 12.11.2009   | Einladen 〜招かれざる客たち〜    | Приглашение — Незваные гости           |
| #08   | 19.11.2009   | Liebste 〜初めてのデート〜       | Возлюбленный — Первое свидание         |
| #09   | 26.11.2009   | Hochsommer 〜恋の熱帯低気圧〜    | Разгар лета — Тропический циклон любви |
| #10   | 3.12.2009    | Falle 〜ひと夏の経験〜           | Ловушка — Опыт одного лета             |
| #11   | 10.12.2009   | Wählen 〜歓喜の歌〜              | Выбор — Ода к радости                  |
| #12   | 17.12.2009   | Weihnachten 〜臓物たちの奇跡〜   | Рождественская ночь — Чудо «дзомоцу»   |

### Бонусные серии на DVD/BD
В составе DVD/BD дисков аниме имеются бонусные серии. Серия на 1-м диске — это своего рода пресс-конференция, где участвуют «дзомоцу»: Сэппуку Куроусаги, Кандэн Яманэко, Тиссоку Нораину, а также Мисима Аканэ. Серии на дисках 2—6 называются «Zomotsu Friend Park» (название пародирует Tokyo Friendly Park) и представляют собой конкурс, участниками которого являются сэйю—исполнительницы главных ролей: Иноуэ Марина, Хориэ Юи, Надзука Каори, Асуми Кана, Накадзима Мэгуми, а ведущими — один из «дзомоцу»:
- 2-й диск: Кандэн Яманэко
- 3-й диск: Сэппуку Куроусаги
- 4-й диск: Тиссоку Нораину
- 5-й диск: Харакири Тора
- 6-й диск: Хиабури Район